# Simona Quadarella
Simona Quadarella (née le 18 décembre 1998 à Rome) est une nageuse italienne, spécialiste de nage libre et notamment du 1 500 m. Lors des Championnats d’Europe 2018, elle remporte trois titres, ceux du 400 m, du 800 m et du 1 500 m. Romaine du quartier Ottavia, elle a notamment été championne du monde et d'Europe junior, 5e lors des Championnats d'Europe 2016 et n'avait pas obtenu la qualification pour les Jeux olympiques de Rio. Elle est entraînée par Christian Minotti.

## Biographie
Lors de sa première participation aux Championnats du monde, ceux de Budapest 2017, Simona Quadarella améliore son record personnel de presque dix secondes, et remporte la médaille de bronze derrière deux championnes olympiques, Katie Ledecky et Mireia Belmonte García.
Elle est passée d'un record personnel sur 1 500 m de 16 min 3 s 35 à 15 min 53 s 86, puis en 2018 à 15 min 51 s 61, non loin du record d'Europe d'Alessia Filippi, obtenu avec les maillots de bain non homologués désormais (15 min 44 s 93).
Le 7 août 2018, elle devient championne d'Europe sur 1 500 m lors des Championnats d'Europe de natation 2018 de Glasgow. Elle remporte ensuite le 800 m puis le 400 m, réalisant un triple titre unique dans la même compétition et dans l’histoire de la natation italienne.
Le 23 juillet 2019, elle remporte la médaille d'or du 1 500 m nage libre aux Championnats du monde 2019 à Gwangju en 15 min 40 s 89, nouveau record italien et quatrième prestation de tous les temps.
Le 5 décembre 2019, elle remporte la médaille d'or du 800 m nage libre aux Championnats d'Europe de natation en petit bassin 2019 à Glasgow (Royaume-Uni) en 8 min 10 s 30 devant la Hongroise Ajna Késely (8 min 11 s 77) et l'autre Italienne Martina Rita Caramignoli (8 min 12 s 36).

## Palmarès

### Jeux olympiques
- Jeux olympiques d'été de 2020 à Tokyo ( Japon) :
  -  Médaille de bronze du 800 m nage libre.

### Championnats du monde
Grand bassin
- Championnats du monde 2017 à Budapest ( Hongrie) :
  -  Médaille de bronze du 1 500 m nage libre.
- Championnats du monde 2019 à Gwangju ( Corée du Sud) :
  -  Médaille d'or du 1 500 m nage libre
  -  Médaille d'argent du 800 m nage libre.
- Championnats du monde 2022 à Budapest ( Hongrie) :
  -  Médaille de bronze du 800 m nage libre.
- Championnats du monde 2023 à Fukuoka ( Japon) :
  -  Médaille d'argent du 1 500 m nage libre
- Championnats du monde 2024 à Doha ( Qatar) :
  -  Médaille d'or du 800 m nage libre
  -  Médaille d'or du 1 500 m nage libre
- Championnats du monde 2025 à Singapour :
  -  Médaille d'argent du 1 500 m nage libre

Petit bassin
- Championnats du monde 2018 à Hangzhou ( Chine) :
  -  Médaille d'argent du 800 m nage libre

### Championnats d'Europe
Grand bassin
- Championnats d'Europe 2018 à Glasgow ( Royaume-Uni) :
  -  Médaille d'or du 400 m nage libre.
  -  Médaille d'or du 800 m nage libre.
  -  Médaille d'or du 1 500 m nage libre.
- Championnats d'Europe 2020 à Budapest ( Hongrie) :
  -  Médaille d'or du 400 m nage libre.
  -  Médaille d'or du 800 m nage libre.
  -  Médaille d'or du 1 500 m nage libre.
  -  Médaille de bronze en relais 4 × 200 m nage libre.
- Championnats d'Europe 2022 à Rome ( Italie) :
  -  Médaille d'or du 800 m nage libre.
  -  Médaille d'or du 1 500 m nage libre.

Petit bassin
- Championnats d'Europe 2017 à Copenhague ( Danemark) :
  -  Médaille de bronze du 800 m nage libre.
- Championnats d'Europe 2019 à Glasgow ( Royaume-Uni) :
  -  Médaille d'or du 400 m nage libre.
  -  Médaille d'or du 800 m nage libre[4].
- Championnats d'Europe 2021 à Kazan ( Russie) :
  -  Médaille d'argent du 800 m nage libre.
  -  Médaille d'argent du 1 500 m nage libre.